# Клястицкая волость
Клястицкая волость — это административно-территориальная единица, входившая в состав Аккерманского уезда Бессарабской губернии.

## История
Клястицкая волость была образована после 1871 года на северной части территории бывшего Клястицкого колонистского округа. Располагалась к западу от уездного города Аккерман. Включала следующие, в основном немецкие, населенные пункты:
- Березина (Березино, Аннинская, Кагальник, Ротунда (нем. Rotunda)),
- Бородино (Бородино, Сак, Александровская),
- х. Гофманы (нем. Hoffmann) (Владимировка),
- Гофнунгсталь (нем. Hoffnungstal) (Надеждовка, Карадай),
- х. Кашпалат (Касполат) Новые Капланы,
- Клястиц (Весёлая Долина, Чага, Шага, Николаевская),
- Лейпциг (нем. Leipzig) (Серпневое, Скинос, Екатериновская),
- х. Фридрихсфельд (нем. Friedrichsfeld) (Шага 1-я, Бодамер-Хутор (нем. Bodamer-Chutor), Чилигидер).

Жителей волости: 9841 (1875), 10529 (1885), 9618 (1897), 10452 (1905).